# دی‌اوتی‌آ
دی‌اوتی‌آ (به انگلیسی: DOTA (chelator)) یک ترکیب شیمیایی با شناسه پاب‌کم ۱۲۱۸۴۱ است. شکل ظاهری این ترکیب، جامد بلوری سفید است.

## نگارخانه